# José Cano Fuster
José Cano Fuster, né le 29 avril 1979, est un homme politique espagnol membre de Ciudadanos.
Il est élu député de la circonscription d'Alicante lors des élections générales de décembre 2015.

## Biographie

### Profession
José Cano Fuster est titulaire d'une licence en droit avec une spécialité entreprises. Il soutient une entreprise familiale dans le secteur hôtelier.

### Carrière politique
Le 20 décembre 2015, il est élu député pour Alicante au Congrès des députés et réélu en 2016.